# سرقت در ساعت ۳
سرقت در ساعت ۳ (اسپانیایی: Atraco a las tres‎) فیلمی کمدی به کارگردانی خوزه ماریا فورکه است که در سال ۱۹۶۲ منتشر شد. موضوع این فیلم الهام‌گرفته از آدم‌های ناشناس به کارگردانی ماریو مونیچلی است.

## گزیدهٔ بازیگران
- خوزه لوئیس لوپس باسکِـس
- گراسیتا مورالس
- مانوئل الکساندره
- آگوستین گونسالس
- آلفردو لاندا
- رافائلا آپاریسیو
- لولا گائوس